# Capo Carbonara e stagno di Notteri - Punta Molentis
Capo Carbonara e stagno di Notteri - Punta Molentis este o arie protejată (arie de protecție specială avifaunistică — SPA) din Italia întinsă pe o suprafață de 867 ha, din care 45 % marine.

## Localizare
Centrul sitului Capo Carbonara e stagno di Notteri - Punta Molentis este situat la coordonatele 39°07′47″N 9°32′18″E / 39.129776°N 9.538365°E.

## Înființare
Situl Capo Carbonara e stagno di Notteri - Punta Molentis a fost declarat arie de protecție specială avifaunistică în iulie 2009 pentru a proteja 20 de specii de animale.

## Biodiversitate
Situată în ecoregiunea mediteraneană, aria protejată conține 19 habitate naturale: Straturi cu Posidonia (Posidonion oceanicae), Galerii și tufărișuri riverane sudice (Nerio-Tamaricetea și Securinegion tinctoriae), Pășuni mediteraneene udate de apa mării (Juncetalia maritimi), Dune de pe litoral fixate cu Crucianellion maritimae, Faleze cu vegetație de Limonium spp. endemic de pe coastele mediteraneene, Matorral arborescenți cu Juniperus spp., Tufărișuri halo-nitrofile (Pegano-Salsoletea), Dune de coastă cu Juniperus spp., Tufărișuri termo-mediteraneene și de pre-deșert, Tufărișuri halofile mediteraneene și termo-atlantice (Sarcocornetea fruticosi), Păduri de Olea și Ceratonia, Stepe sărăturate mediteraneene (Limonietalia), Lagune de coastă, Vegetație anuală la limita mareei, Dune mobile de-a lungul țărmului cu Ammophila arenaria („dune albe”), Dune cu vegetație ierboasă Malcolmietalia, Pseudostepă cu ierburi și specii anuale de Thero-Brachypodietea, Dune mobile cu vegetație embrionară, Dune împădurite cu Pinus pinea și/sau Pinus pinaster.
La baza desemnării sitului se află mai multe specii protejate:
- păsări (19): pescăruș albastru (Alcedo atthis), Alectoris barbara, fâsă-de-câmp (Anthus campestris), ciocârlie-cu-degete-scurte (Calandrella brachydactyla), Calonectris diomedea, caprimulg (Caprimulgus europaeus), erete de stuf (Circus aeruginosus), egretă mică (Egretta garzetta), șoim călător (Falco peregrinus), Larus audouinii, ciocârlie de pădure (Lullula arborea), gaia neagră (Milvus migrans), viespar (Pernis apivorus), Phalacrocorax aristotelis desmarestii, Phoenicopterus ruber, chiră mică (Sternula albifrons), Sylvia sarda, silvie de tufiș (Sylvia undata), chiră de mare (Thalasseus sandvicensis)
- mamifere (1): delfin mare (Tursiops truncatus)

Pe lângă speciile protejate, pe teritoriul sitului au mai fost identificate 3 specii de plante, 55 de specii de păsări.